# Cardioglossa alsco
Cardioglossa alsco Herrmann, Herrmann, Schmitz & Böhme, 2004 è un anfibio anuro, appartenente alla famiglia degli Artroleptidi.

## Etimologia
Il nome specifico è un patronimico dell'American Linen Supply Company (ALSCO), la cui filiale tedesca ha sostenuto la missione degli autori nell'area del Tchabal Mbabo, durante la quale è stata scoperta la specie.

## Distribuzione e habitat
È endemica del Camerun. È conosciuta dalla località tipo sul versante meridionale dei monti Tschabal Mbabo, Regione di Adamaoua, e a 50 km di distanza nelle montagne Gotel; previsto nell'adiacente Nigeria.